# Patricia McKillop
Patricia McKillop, född den 15 juli 1956, är en zimbabwisk landhockeyspelare.
Hon tog OS-guld i damernas landhockeyturnering i samband med de olympiska landhockeytävlingarna 1980 i Moskva.